# Julio Alberto Zamora
Julio Alberto Zamora Ureña (Rosario, 11 de marzo de 1966) es un exfutbolista y entrenador argentino.

## Trayectoria
Zamora comenzó su carrera en 1985 con Newell's Old Boys. También jugó para River Plate (en donde fue campeón en el Campeonato 89/90) y Sabadell en la década de 1980. En 1990 regresó a Newell's donde formó parte del equipo que ganó los campeonatos 1990-91 y Clausura 1992 .
En 1993, Zamora fue parte del victorioso equipo de Argentina en la Copa América de 1993. Entre 1993 y 1996, Zamora jugó en México con el Cruz Azul, ganando con los cementeros una Copa México (en 1996) y una Copa de Campeones de la Concacaf (también en 1996). Regresó a la Argentina en 1997, una vez más a Newell's Old Boys.
Hacia el final de su carrera, jugó para Wilstermann en Bolivia y Platense en la segunda categoría de su país donde se retiró del fútbol profesional.
Como Director Técnico del Club Deportivo Jorge Wilstermannfue campeón de la Primera División de Bolivia con el cual logró obtener su primer título liguero como entrenador, en el Campeonato Clausura 2016.
El 5 de noviembre de 2017 sufrió dos infartos cerebrales luego de dirigir a Real Potosí contra Universitario de Sucre, afortunadamente pudo recuperarse, aunque perdió la vista en un ojo.

## Clubes

### Como futbolista
| Club                    | País      | Año       |
| ----------------------- | --------- | --------- |
| Newell's Old Boys       | Argentina | 1985-1987 |
| Sabadell                | España    | 1987-1988 |
| C. A. River Plate       | Argentina | 1989-1990 |
| C. A. Newell's Old Boys | Argentina | 1990-1993 |
| Cruz Azul               | México    | 1993-1996 |
| C. A. Newell's Old Boys | Argentina | 1997-1998 |
| Jorge Wilstermann       | Bolivia   | 1999      |
| C. A. Platense          | Argentina | 1999-2000 |

### Como entrenador
| Club                  | País        | Año       |
| --------------------- | ----------- | --------- |
| Newell's Old Boys     | Argentina   | 2002      |
| C. A. Tiro Federal    | Argentina   | 2004      |
| Olmedo                | Ecuador     | 2008      |
| Aurora                | Bolivia     | 2010-2011 |
| C. A. Nacional Potosí | Bolivia     | 2011      |
| F. B. C. Melgar       | Perú        | 2012      |
| Sportivo Huracán      | Perú        | 2013      |
| José Gálvez F. B. C.  | Perú        | 2013-2014 |
| Deportivo Binacional  | Perú        | 2014      |
| San Simón             | Perú        | 2015      |
| Jorge Wilstermann     | Bolivia     | 2016      |
| San José              | Bolivia     | 2017      |
| Real Potosí           | Bolivia     | 2017      |
| Nueva Cliza           | Bolivia     | 2021      |
| San Antonio Bulo Bulo | Bolivia     | 2023      |
| Isidro Metapán        | El Salvador | 2024      |

## Palmarés

### Como futbolista

#### Campeonatos nacionales
| Título           | Club              | País      | Año     |
| ---------------- | ----------------- | --------- | ------- |
| Primera División | River Plate       | Argentina | 1989/90 |
| Primera División | Newell's Old Boys | Argentina | 1990/91 |
| Primera División | Newell's Old Boys | Argentina | C.1992  |
| Copa México      | Cruz Azul         | México    | 1996/97 |

#### Campeonatos internacionales
| Título                           | Club                | País      | Año  |
| -------------------------------- | ------------------- | --------- | ---- |
| Copa América                     | Selección Argentina | Ecuador   | 1993 |
| Copa de Campeones de la Concacaf | Cruz Azul           | Guatemala | 1996 |

### Como entrenador

#### Campeonatos nacionales
| Título                      | Club        | País    | Año  |
| --------------------------- | ----------- | ------- | ---- |
| Primera División de Bolivia | Wilstermann | Bolivia | 2016 |